# Antennatus
Antennatus is een geslacht van straalvinnige vissen uit de familie van voelsprietvissen (Antennariidae). Het geslacht is voor het eerst wetenschappelijk beschreven in 1957 door Schultz.

## Soorten
- Antennatus analis (Schultz, 1957)
- Antennatus bermudensis (Schultz, 1957)
- Antennatus coccineus Antennatus coccineus
- Antennatus dorehensis (Bleeker, 1859)
- Antennatus duescus (Snyder, 1904)
- Antennatus flagellatus Ohnishi, Iwata & Hiramatsu, 1997
- Antennatus linearis Randall & Holcom, 2001
- Antennatus nummifer (Cuvier, 1817)
- Antennatus rosaceus (Smith & Radcliffe, 1912)
- Antennatus sanguineus (Gill, 1863)
- Antennatus strigatus (Gill, 1863)
- Antennatus tuberosus (Cuvier, 1817)